# Bø nya kyrka
Bø nya kyrka (norska: Bø nye kirke eller bara Bø kirke) är en kyrka på Bøhaugen i Bø i Midt-Telemarks kommun i Telemark fylke i södra Norge. Den ligger strax intill Bø gamla kyrka från 1100-talet, och är en träkyrka i nygotisk stil, ritad av arkitekten Thambs och uppförd 1875. Kyrkan har 450 sittplatser.